# Днестровск
Днестро́вск (рум. Dnestrovsc; молд. Днестровск; укр. Дністровськ) — город в Молдове, расположенный на территории Днестровского Городского Совета Слободзейского Района Приднестровской Молдавской Республики и севернее приграничного с Украиной села Незавертайловка (населенные пункты не имеют четкого территориального разделения). Днестровск расположен на самой южной точке Приднестровья, в 80 км от Одессы и 40 км от муниципия Тирасполь.

## Статус
В соответствии с административным делением ПМР находится в подчинении администрации города Тирасполя, Хоть и находится в Слободзейском Районе. С 1 января 2013 года по законам Приднестровской Молдавской Республики должен был стать самостоятельным городом, однако этого так и не случилось. Переходный период продлился на 2014—2016 годы.
В соответствии с административным делением Республики Молдова является городом в составе Автономного территориального образования с особым статусом Приднестровье.
Фактически, населённый пункт полностью подконтролен властям Приднестровской Молдавской Республики.

## Административное устройство
После распада СССР и образования Приднестровской Молдавской Республики городом стали управлять глава городской администрации и Днестровский городской совет. Главу администрации города назначает президент Приднестровья. В настоящее время главой города является Карюк Сергей Леонидович, который был назначен главой города города 11 января 2017 года. 

### Состав городского совета
1. Золотникова Любовь Анатольевна – председатель Днестровского городского Совета народных депутатов;
2. Симеунович Ирина Николаевна — заместитель председателя Днестровского городского Совета народных депутатов;  председатель постоянной депутатской комиссия по вопросам экономического развития, бюджета, торговли, предпринимательства, муниципальной собственности и приватизации;
3. Лащева Елена Алексеевна — председатель постоянной депутатской комиссии по мандатам, регламенту, депутатской деятельности и этике, законности и взаимодействию с правоохранительными органами, развитию местного самоуправления;
4. Кожушнян Руслан Валерьевич — председатель постоянной депутатской комиссии по социальным вопросам, вопросам здравоохранения, образования, культуры и спорта, делам пенсионеров, молодежи, семьи и детства;
5. Вербицкая Екатерина Игнатьевна — председатель постоянной депутатской комиссии по вопросам строительства, землепользования, благоустройства, развития ЖКХ и объектов социальной инфраструктуры.[10]

### Главы города
- Межиский, Ян Анатольевич — с 25 сентября 2013 года по 22 января 2014 года(и. о.)[11]
- Межиский, Ян Анатольевич — с 22 января 2014 года по 11 января 2017 года[12]
- Карюк, Сергей Леонидович — с 11 января 2017 года по ?[13]

## Символика

### Герб
Герб города  представляет собой щит с изображением зеленого сердца, окруженного желтым кольцом, внутри которого находится стилизованный образ молнии. Сердце с молнией символизирует энергию и жизненную силу, а желтое кольцо – единение и бесконечность. Нижняя часть щита изображает голубые волны, символизирующие Днестр, реку, которая дала название городу. Внизу щита размещен год основания города - 1961.
Герб города Днестровск был утвержден на 21-й сессии горсовета 22-го созыва от 16 марта 2004 года.

### Флаг
Флаг города - представляет собой прямоугольное полотнище голубого цвета с изображением герба города в центре. Герб состоит из щита, в котором изображен зеленый лист с молнией, а также надпись "ДНЕСТРОВСК" и "1961". Ниже щита расположены волнистые линии, символизирующие Днестр, на котором расположен город.
Голубой цвет флага символизирует мир и ясное небо, а зеленый лист с молнией - энергию и развитие. Волны символизируют реку Днестр и ее значение для города.
Флаг города Днестровск утвержден на 23-й сессии горсовета 22-го созыва от 20 мая 2004 года.

## История
Днестровск — город в Приднестровье, основанный в 1961 году в связи со строительством Кучурганской ГРЭС (Молдавской ГРЭС). Изначально проект был разработан Львовским отделением института «Теплоэлектропроект». Строительство началось с небольшого количества рабочих, которые жили в селе Незавертайловка. Постепенно количество строителей увеличивалось, и к 1961 году на стройку прибыли представители 35 национальностей.
28 февраля 1961 года был подписан акт приёмки разбивочных работ по «временному жилому посёлку энергостроителей», что считается днём рождения города. Первые жители посёлка жили в вагончиках и финских домиках, а также в бараках и общежитиях. В 1961 году был открыт первый здравпункт, а в 1962 году — средняя школа № 1 и первый детский сад. В течение следующих десяти лет были построены новая школа 2, аптеки, детские сады, а также гостиницы и культурные учреждения.

### Название
В начале 1963 года посёлок получил своё имя. На заседании комитета комсомола строительства было предложено несколько названий, но окончательное решение о названии «Днестровск» предложил первый директор электростанции Мефодий Мудренко. 15 марта 1963 года Президиум Верховного Совета Молдавской ССР утвердил это название.

### Культурная жизнь
Дворец культуры «Энергетик», открытый в апреле 1970 года, стал центром культурной жизни города, предлагая множество кружков и секций для детей и взрослых. В ДК проводились мероприятия, а также работали ансамбли и студии.

### Спорт
Днестровск славится парусным спортом. Яхт-клуб, основанный в 1967 году, стал одним из крупнейших в Советском Союзе. В 2010 году было принято решение о восстановлении яхт-клуба, который был обновлён к 50-летнему юбилею города.

### Религия
В конце 1997 года было принято решение о создании православного прихода в Днестровске. Первое богослужение прошло в 1998 году, а строительство храма святых равноапостольных Кирилла и Мефодия завершилось в 2000 году. Храм стал духовным центром города.

### Памятные места
В Днестровске расположены несколько памятников, включая памятник Прометею, который символизирует труд первых строителей, и памятник воинам-освободителям. Эти памятники отражают историческую значимость города и его жителей.

### Современное состояние
На сегодняшний день в Днестровске функционируют две общеобразовательные школы, четыре детских сада, Днестровский детско-юношеский центр и Дворец культуры. Город также активно развивает спортивную инфраструктуру. В 2011 году Днестровск был награждён орденом «Трудовая слава» за вклад жителей в развитие энергетической отрасли и культурного потенциала.
Праздник "День Города Днестровск" отмечается 24 мая.

## География

### Географическое положение
Днестровск расположен вблизи Кучурганского лимана на крайнем востоке Молдавии (по лиману проходит граница с Украиной). Находится в 32 км к юго-востоку от Тирасполя и в 60 км к западу от Одессы. Вблизи города (к югу от Незавертайловки) протекает днестровская протока Турунчук, именуемая также Новый Днестр, а сам Днестр протекает в 5 км к югу от города. На берегу лимана, в стороне от жилой части города, расположена Молдавская ГРЭС и городской пляж. Площадь города — 1.4 км². Днестровск находится в 6-балльной зоне сейсмичности. Почвенную структуру составляют обыкновенный чернозём и глинистая супесь. Имеется ж.-д. ветка к ГРЭС от линии Одесса — Кишинёв

### Климат
Климат умеренно континентальный. Зима мягкая, короткая, лето жаркое, продолжительное. Средняя температура января −4,0 °C, июля +20,5 °C. Преобладающие ветра — северо-восточные и северо-западные 2-5 м/сек. Годовая норма осадков 450—500 мм, основная доля осадков приходится на тёплое время года.
| Показатель                    | Янв. | Фев. | Март | Апр. | Май  | Июнь | Июль | Авг. | Сен. | Окт. | Нояб. | Дек. | Год  |
| ----------------------------- | ---- | ---- | ---- | ---- | ---- | ---- | ---- | ---- | ---- | ---- | ----- | ---- | ---- |
| Средний суточный максимум, °C | −0,6 | 1,1  | 6,8  | 15,5 | 21,6 | 24,5 | 25,8 | 25,6 | 21,6 | 14,9 | 7,2   | 2,0  | 13,8 |
| Средняя температура, °C       | −3,9 | −2,2 | 2,7  | 10,1 | 15,8 | 19,0 | 20,2 | 19,7 | 15,8 | 9,9  | 3,8   | −0,9 | 9,2  |
| Средний суточный минимум, °C  | −7,2 | −5,4 | −1,4 | 4,8  | 10,1 | 13,5 | 14,7 | 13,9 | 10,1 | 4,9  | 0,5   | −3,7 | 4,6  |
| Норма осадков, мм             | 32   | 33   | 30   | 48   | 64   | 93   | 84   | 56   | 48   | 29   | 35    | 35   | 587  |
| Источник: ru.climate-data.org |      |      |      |      |      |      |      |      |      |      |       |      |      |

## Демография
Днестровск — шестой по населению город по данным на 2015 год в Приднестровской Молдавской Республики (после Тирасполя., Бендер, Рыбницы, Дубоссар и Слободзеи). Согласно данным переписи населения, проведённой в ПМР в ноябре 2004 года, население  Днестровска составило 12 383 человек. С тех пор население города стремительно падало и уже в 2022 году составило 9 635 человек.
| Год  | Население |
| ---- | --------- |
| 2004 | 12 383    |
| 2010 | 11 100    |
| 2014 | 10 436    |
| 2022 | 9 635     |

На данный момент население все еще падает.

### Национальный состав и гражданство
Этнический состав населения города Днестровска, согласно данным переписи 2004 года, характеризовался преобладанием русских — 42,4 % и украинцев — 27,4 %. Молдаване составляли 21,8 % населения, а представители других национальностей (в основном болгары, гагаузы, белорусы, немцы, евреи) — 8,4 %.
Национальный состав населения (по переписи населения 2004 года):
| Народ      | кол-во, чел. | % от всего | % от указав- ших |
| ---------- | ------------ | ---------- | ---------------- |
| Русские    | 5249         | 42,39 %    | 44,41 %          |
| Украинцы   | 3390         | 27,38 %    | 28,68 %          |
| Молдаване  | 2580         | 20,84 %    | 21,83 %          |
| Белорусы   | 174          | 1,41 %     | 1,47 %           |
| Болгары    | 131          | 1,06 %     | 1,11 %           |
| Немцы      | 67           | 0,54 %     | 0,57 %           |
| Гагаузы    | 61           | 0,49 %     | 0,52 %           |
| Евреи      | 10           | 0,08 %     | 0,08 %           |
| другие     | 158          | 1,28 %     | 1,34 %           |
| указали    | 11820        | 95,46 %    | 100,00 %         |
| не указали | 562          | 4,54 %     |                  |
| всего      | 12382        | 100,00 %   |                  |

## Архитектура
Большее число домов в городе было построено до 1990 года. В архитектурном стиле преобладают Хрущевки.

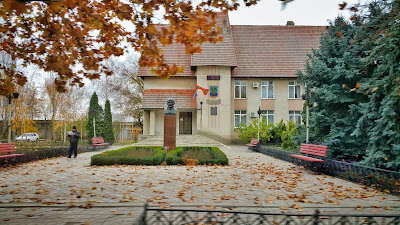
Здание Городской Администрации

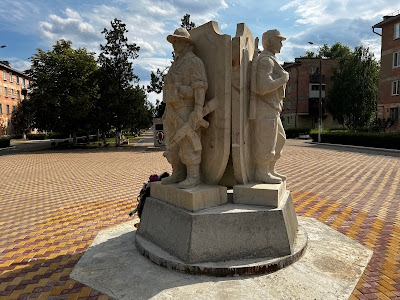
Памятник солдатам Великой Отечественной войны

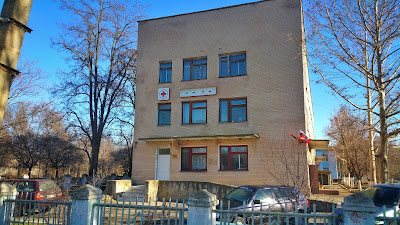
Здание городской поликлиники

### Объекты инфраструктуры

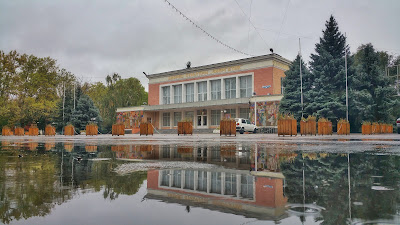
Дворец Культуры Днестровск

- 2 Школы
- 6 Детских садов
- Техникум
- Стадион
- Полицейский участок
- Пожарная часть
- Городская поликлиника
- Кладбище
- Молдавская ГРЭС
- Городская Администрация
- Дворец Культуры "Энергетик"
- Детская школа искусств
- Детско-юношеский центр
- Детско-юношеская спортивная школа

### Памятники
- Памятник Прометею на бульваре Энергетиков
- Памятник солдатам Великой Отечественной войны (другое название "Мемориал Славы")
- Бюст Ленина напротив здания городской администрации

### Парки
- Городской парк
- Западный парк

### Религиозные объекты
- Храм Кирилла и Мефодия
- Часовня на городской кладбище

## Знаменательные даты города
- 28 февраля 1961 года началось строительство поселка при Кучурганской ГРЭС
- 17 ноября 1961 года открылась поселковая больница
- 10 июля 1962 года сдана в эксплуатацию средняя школа № 1, которая разместилась в сборных домах барачного типа
- 1 сентября 1962 года открылась поселковая библиотека
- 15 ноября 1962 года в поселке энергетиков открылось почтовое отделение
- 21 ноября 1962 года досрочно введен в строй первый детский сад, который ныне носит название «Березка»
- 30 ноября 1962 года к услугам жителей поселка открылась первая аптека
- 4 января 1963 года поселку городского типа присвоено наименование Днестровск
- 14 февраля 1964 года в Днестровске стал действовать СМЕШТОРГ (ныне городское управление торговли)
- 17 марта 1964 года образовано жилищно-коммунальное хозяйство
- 13 апреля 1964 года поселок городского типа Днестровск указом Президиума Верховного Совета МССР передан в административное подчинение Тираспольского городского совета
- 17 апреля 1964 года организована Днестровская пожарная часть
- 28 апреля 1964 года в поселке сдан первый стационарный магазин «Гастроном»
- 15 мая 1964 года создано поселковое отделение милиции
- 10 июня 1964 года в строй вступил детсад №2
- 20 июля 1964 года образован городской рынок
- 20 августа 1964 года была организована секция бокса в г. Днестровск
- 3 ноября 1964 года в поселке создана организация «Сантехмонтаж»
- 11 января 1965 года открылся кинотеатр «Юность»
- 19 мая 1965 года в поселке был открыт Днестровский энергетический техникум ( впоследствии — колледж)
- 30 июня 1966 года в поселке заработало отделение Сбербанка
- 9 августа 1967 года сдан в эксплуатацию на берегу лимана в зоне отдыха яхт-клуб
- 15  августа 1967 года вступила в строй действующих средняя школа № 2
- 28 ноября 1967 года самые маленькие горожане обрели еще один детский сад — третий по счету
- 16 апреля 1968 года в поселке открылась баня
- 24 апреля 1968 года сданы в эксплуатацию гостиница «Нистру» и ресторан с одноименным названием
- 6 ноября 1968 года в поселке и на Молдавской ГРЭС вышел первый номер рабочей газеты «Энергетик»
- 22 декабря 1968 года для молодежи Днестровска был открыт танцевальный зал «Ритм»
- 22 апреля 1970 года жители поселка получили от строителей замечательный подарок — Дворец культуры «Энергетик»
- 1 июня 1970 года введен в строй газовый участок
- 2 января 1972 года стала действовать музыкальная школа
- 31 декабря 1971 года был сдан в эксплуатацию комплексный Дом быта
- 21 апреля 1972 года в поселке открылась детская библиотека
- 5 июня 1973 года в эксплуатацию сдана база «Плодовощ»
- 15 августа 1973 года открылась в поселке городская библиотека — третья по счету
- 8 сентября 1973 года на территории Днестровска стал действовать филиал «Молдинкомбанка»
- 10 декабря 1973 года в строй введен детский сад № 5
- 1 декабря 1975 года в здании бывшей средней школы № 1 открылся Дом пионеров, который в последствии стал называться детско-юношеским центром
- 20 апреля 1977 года открылась в поселке спасательная станция, которая и по ныне базируется на яхт-клубе Молдавской ГРЭС
- 24 августа 1977 года спортсмены поселка получили в подарок поселковый стадион
- 5 августа 1979 года открыта автостанция Днестровска
- 26 сентября 1981 года стал действовать клуб «Юный техник»
- 16 мая 1982 года сдана в эксплуатацию швейная фабрика № 7
- 1 августа 1982 года в поселке организована вневедомственная охрана
- 30 октября 1983 года Днестровск обрел стационарное здание поселкового Совета народных депутатов
- 6 августа 1984 года сдана в эксплуатацию станция технического обслуживания (СТО)
- 22 июня 1987 года в Днестровске стал действовать учебно-производственный комбинат
- 8 сентября 1990 года введен в строй спортивных сооружений поселка специализированный зал бокса
- 10 ноября 1992 года в поселке был открыт шестой по счету детский сад
- 10 июля 1995 года на базе детского сада № 4 открылась детско-юношская спортивная школа
- 25 сентября 1996 года в поселке открылся банк  — АКБ » Ипотечный»
- 7 января 1998 года в день Рождества Христова основана православная церковь святых равноапостольных Кирилла и Мефодия
- 7 октября 2002 года в поселке открыт АКБ «Ламинат»
- 17 июля 2002 года Днестровску присвоен статус города[26]

## Награды
- Орден «Трудовая слава» (18 мая 2011 года) — за большой вклад жителей города Днестровск в становление и развитие энергетической отрасли, высокие достижения в создании и развитии экономического, социально-бытового и культурного потенциала и в связи с 50-летием со дня основания города Днестровск[27].

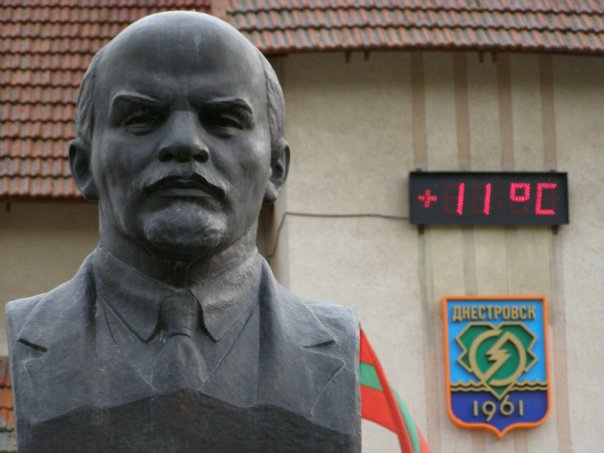
Бюст В. И. Ленину перед зданием городской администрации

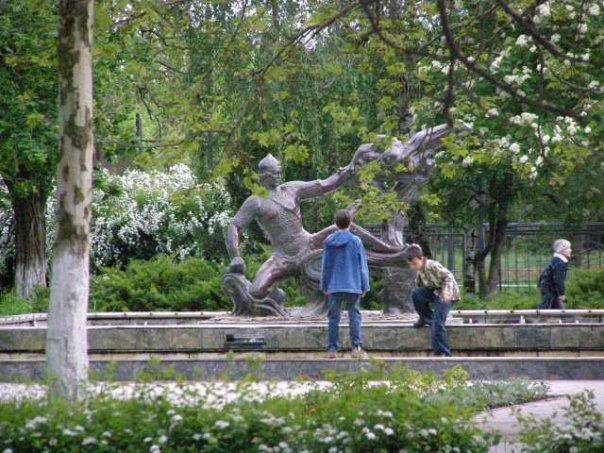
Фонтан «Руслан и Черномор» в городском сквере

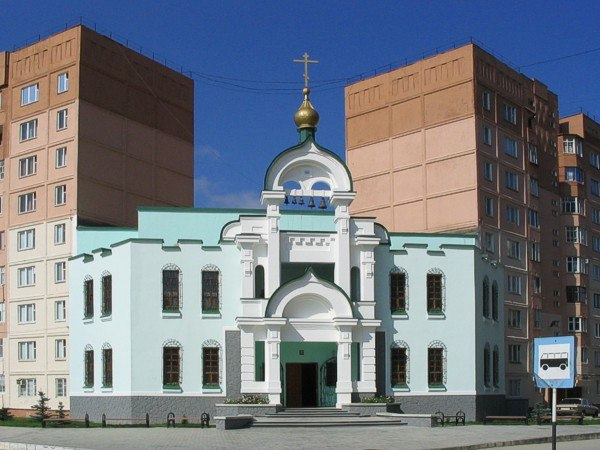
Храм Святых Равноапостольных Кирилла и Мефодия

## Галерея

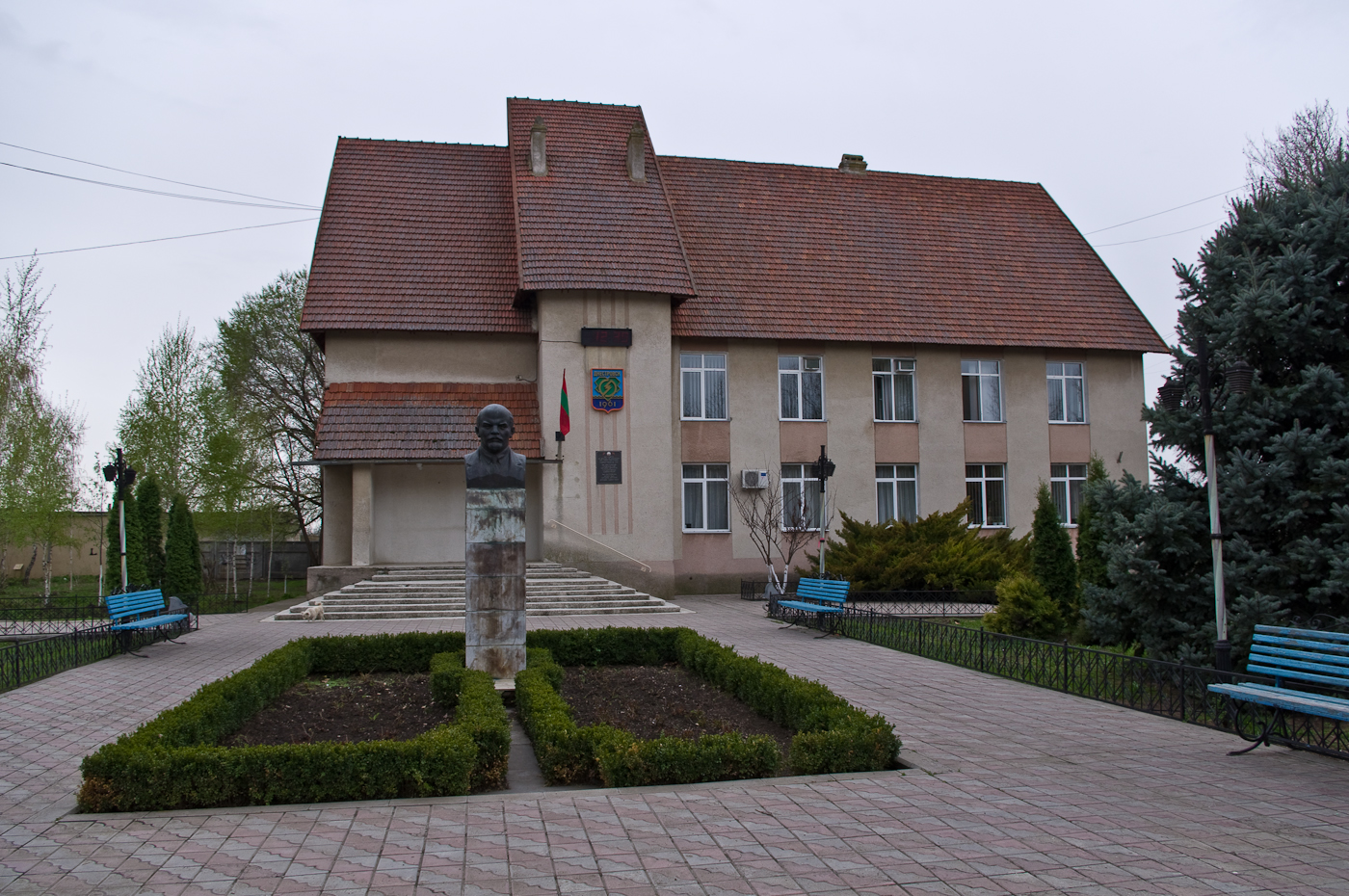
Администрация
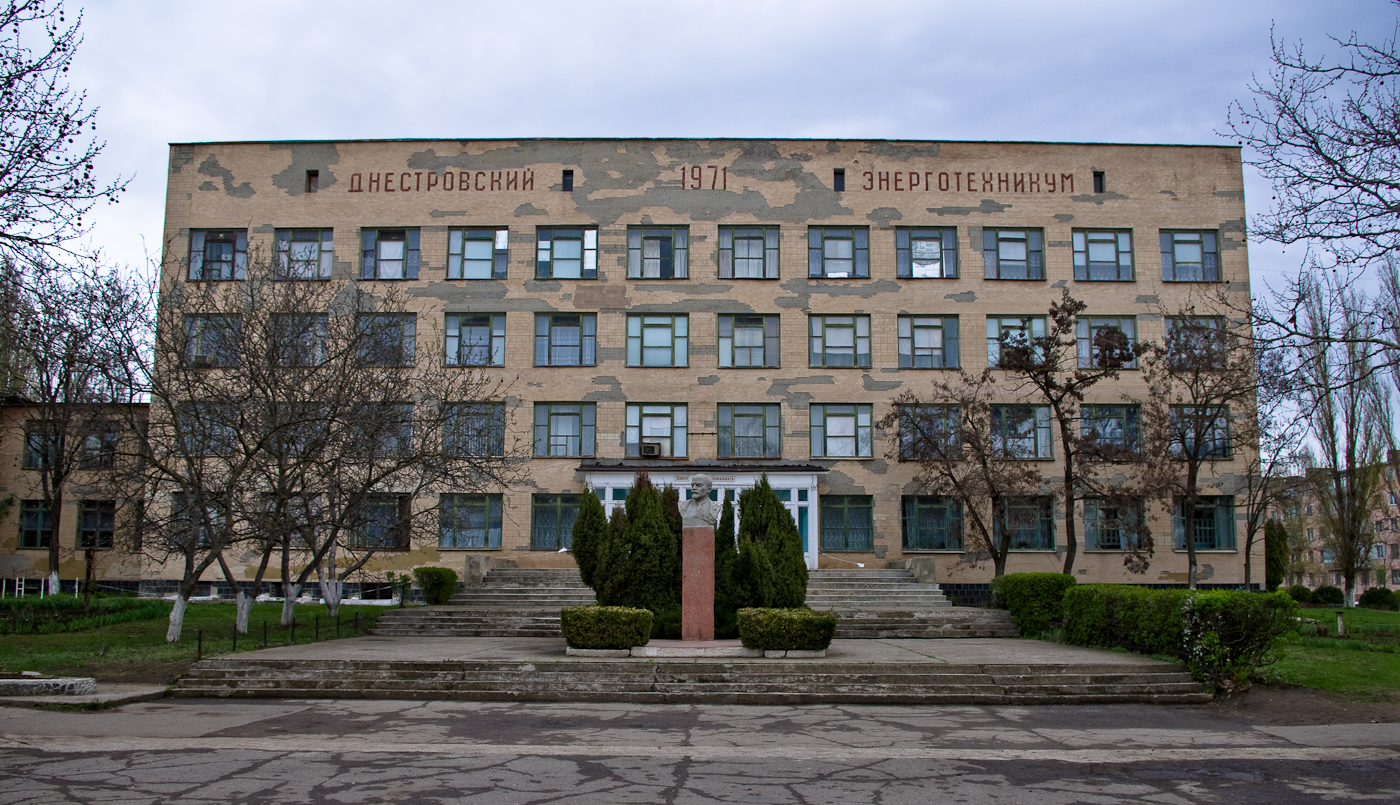
Техникум
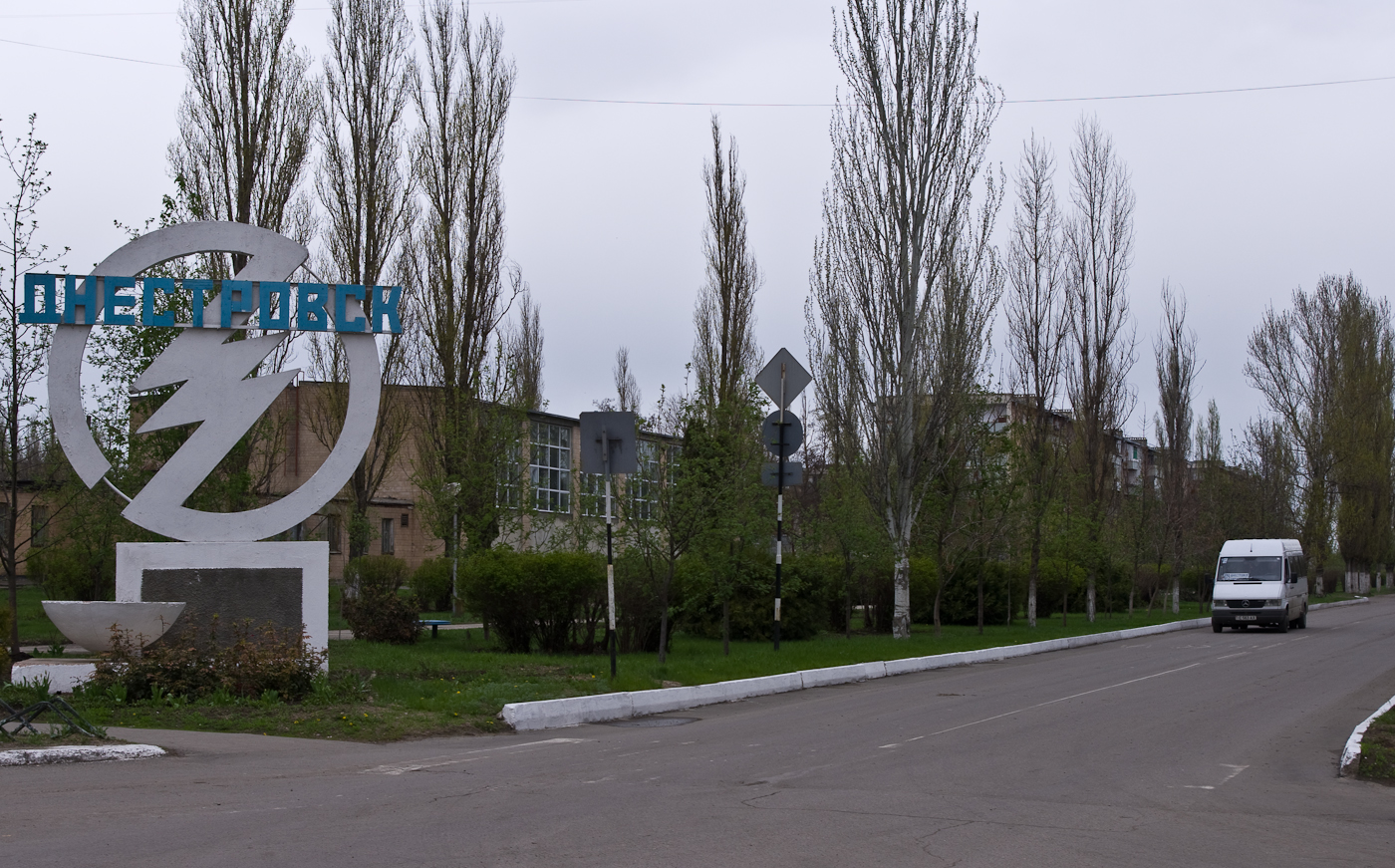
Днестровск
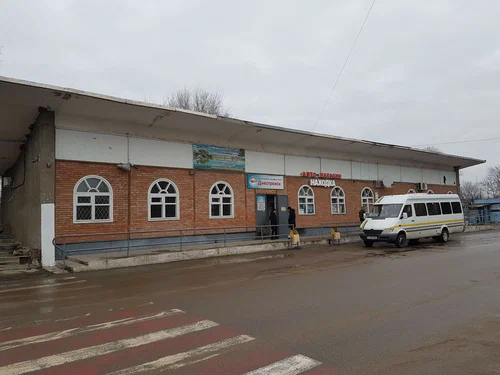
Автостанция г. Днестровск
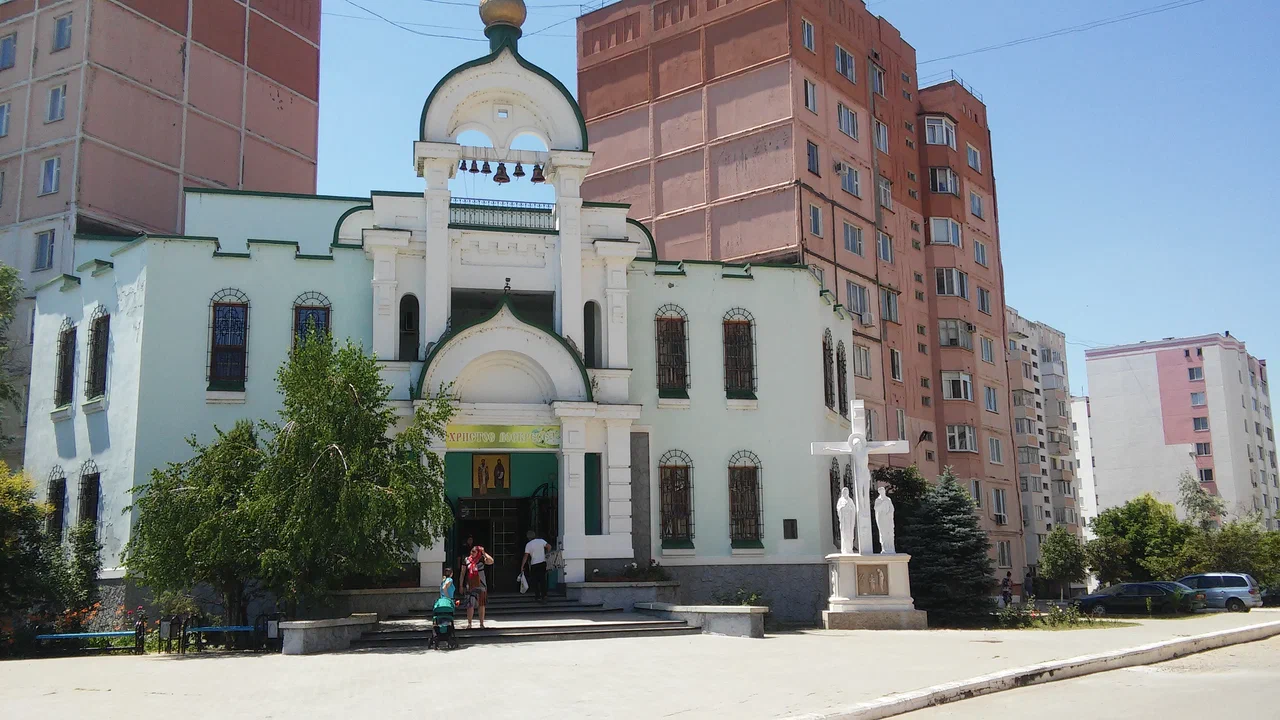
Храм Святых Равноапостольных Кирилла и Мефодия
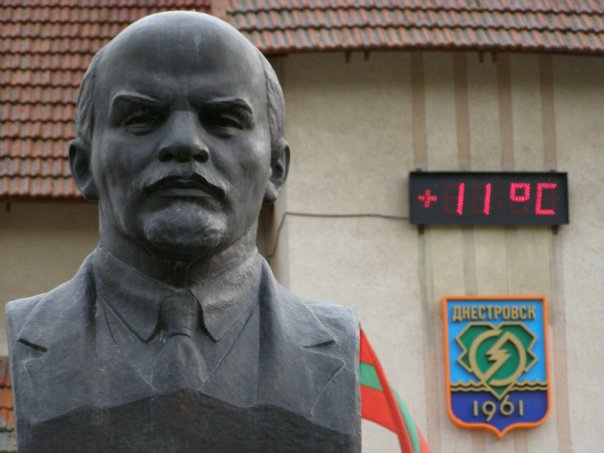
Бюст В.И. Ленину перед зданием городской администрации
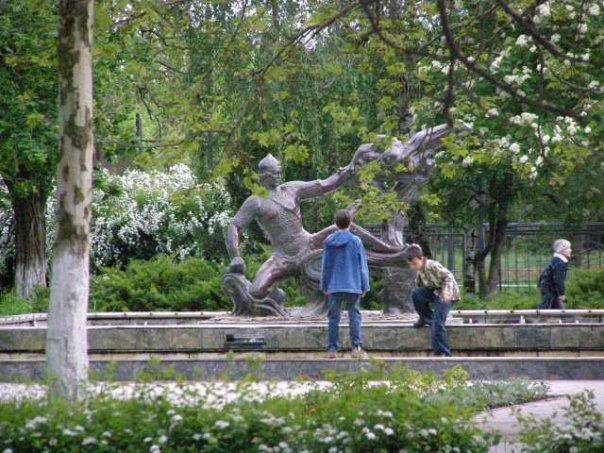
Фонтан «Руслан и Черномор» в городском сквере
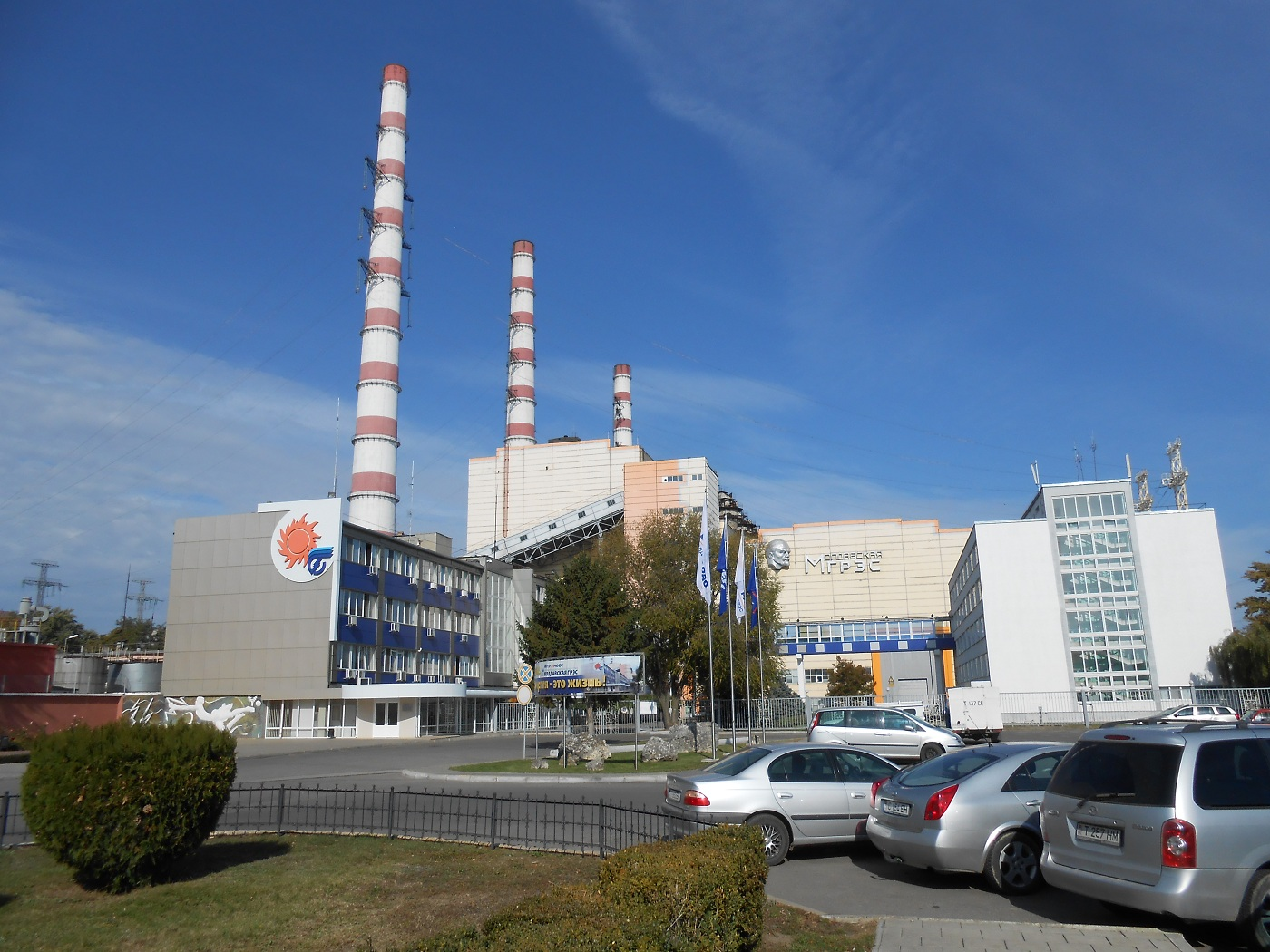
Молдавская ГРЭС
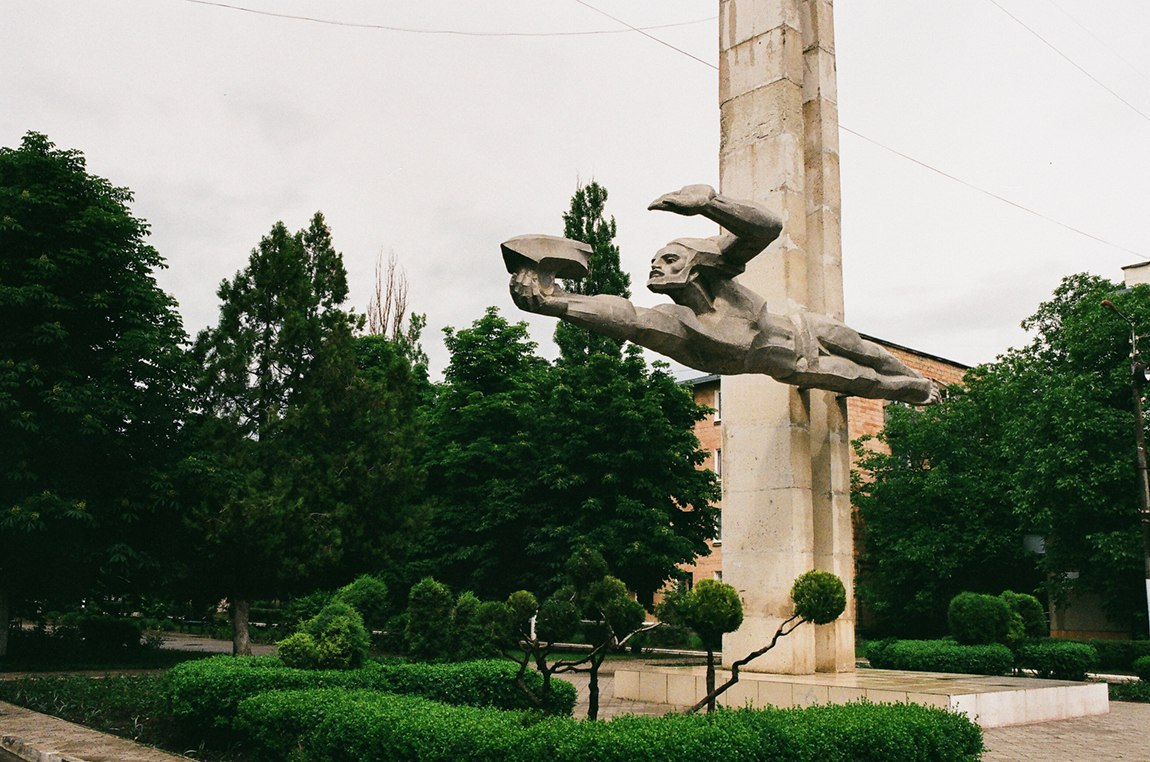
Памятник Прометею на бульваре энергетиков
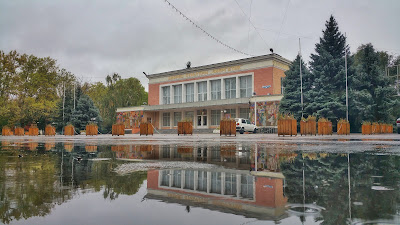
Дворец Культуры "Энергетик"
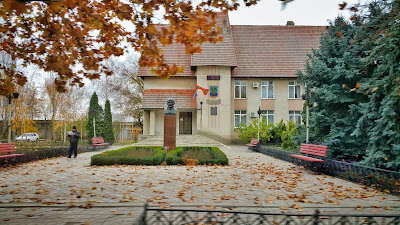
Здание городской администрации
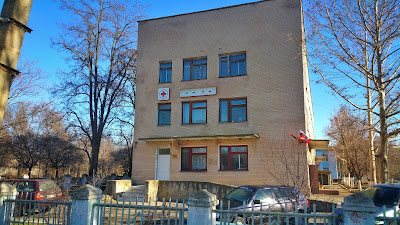
Здание городской поликлиники
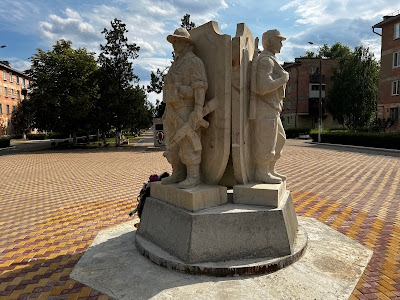
Мемориал Славы
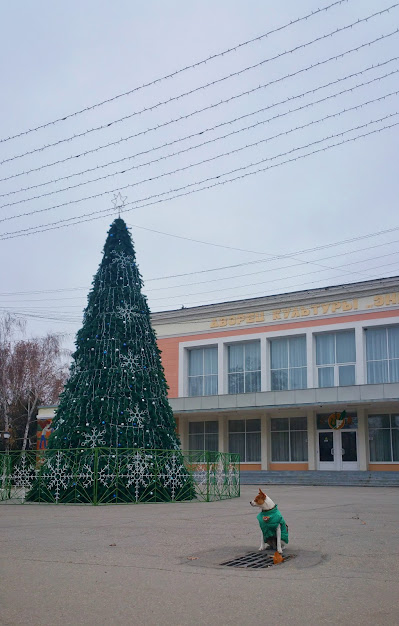
Здание городской администрации перед новым годом
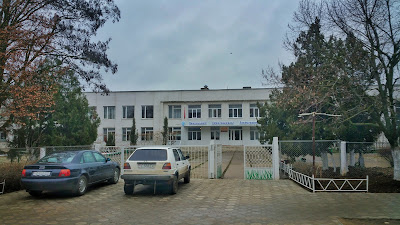
Здание школы №2